# Heterhelus

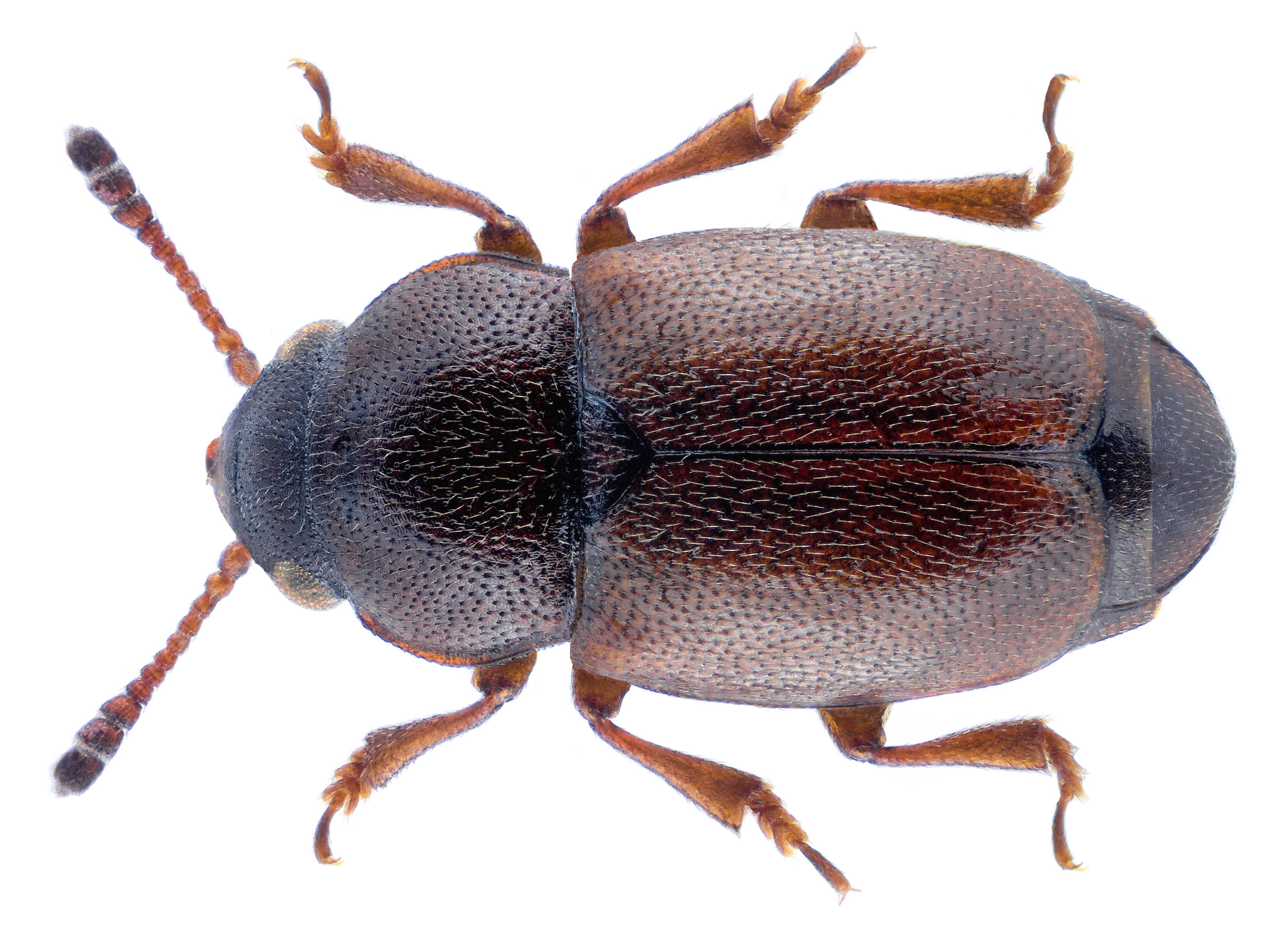
Heterhelus solani

Heterhelus – rodzaj chrząszczy z rodziny Kateretidae i podrodziny Kateretinae.

## Morfologia
Chrząszcze o ciele owalnym w zarysie, grzbietowo wysklepionym, głównie brunatno ubarwionym. Oskórek jest nieregularnie punktowany i porośnięty krótkim, przylegającym owłosieniem. Czułki mają nieco powiększone trzonek i nóżkę. Głaszczki szczękowe mają wysmuklony człon wierzchołkowy. Szersze niż dłuższe przedplecze ma równomiernie zaokrąglone lub pośrodku wystające krawędzie boczne, stępione kąty tylne i niemal prostą do lekko zakrzywionej krawędź tylną. Na dysku przedplecza występują gęsto rozmieszczone punkty mniejsze niż fasetki oczu. Przedpiersie wypuszcza zaokrąglony na szczycie wyrostek międzybiodrowy. Odnóża mają pięcioczłonowe stopy zwieńczone niezmodyfikowanymi, pozbawionymi ząbka nasadowego pazurkami. Odwłok nie ma kępki szczecinek pośrodku sternitu trzeciego. Samiec ma odsłonięty ósmy tergit. Styliki na pokładełku samicy bywają różnej długości, ale zawsze są obecne.

## Ekologia i występowanie
Zarówno larwy, jak i postacie doskonałe żerują na kwiatach bzów. Postacie dorosłe odwiedzają jednak także kwiaty innych roślin, np. śliw, tawuł i malin.
Przedstawiciele rodzaju zamieszkują krainę palearktyczną, krainę orientalną i nearktyczną Amerykę Północną; z tej ostatniej odnotowano cztery gatunki. W Polsce stwierdzono występowanie dwóch gatunków (zobacz: Kateretidae Polski).

## Taksonomia
Takson ten wprowadził w 1858 roku Pierre Nicolas Camille Jacquelin du Val. Obejmuje on osiem opisanych gatunków:
- Heterhelus abdominalis (Erichson, 1843)
- Heterhelus crinitus Murray[3]
- ✝Heterhelus expressus Kirejtshuk et Nel, 2008[6]
- Heterhelus morio (Reitter, 1878)
- Heterhelus satoi Hisamatsu et Lee, 2007[7]
- Heterhelus scutellaris (Heer, 1841)
- Heterhelus sericans (LeConte, 1859)
- Heterhelus solani (Heer, 1841)

Znany zapis kopalny rodzaju sięga eocenu.